# Сарган
Сарган (Belone) — рід риб родини сарганових (Belonidae). Морські хижі риби, живляться молоддю риб. Представники роду зустрічаються у східній Атлантиці.

## Види
Містить два види.
- Belone belone (Linnaeus, 1761) — Сарган звичайний
- Belone svetovidovi Collette et Parin, 1970 — Сарган Световидова